# SC Gatow
El Sportclub Gatow Berlin es un club de fútbol alemán del distrito de Gatow, Berlín. Fue fundado en 1931 y actualmente juega en la Landesliga Berlin Staffel 1, séptima división en el fútbol alemán.